# Lockheed Martin SR-72
El Lockheed Martin SR-72 es un concepto de VANT hipersónico estadounidense destinado a inteligencia, vigilancia y reconocimiento, propuesto de forma privada en 2013 por Lockheed Martin como sucesor del retirado SR-71 Blackbird, motivo por el que se le conoce coloquialmente como "Hijo del Blackbird". La compañía esperaba que un vehículo de prueba SR-72 pudiera volar para 2025.

## Diseño y desarrollo

### Antecedentes y primeros trabajos
El SR-71 Blackbird fue retirado por la USAF en 1998, dejando una posible brecha de cobertura entre satélites de vigilancia, aviones tripulados y vehículos aéreos no tripulados para misiones de inteligencia, vigilancia, reconocimiento y de ataque. Con el crecimiento de las armas antisatélite, las tácticas de denegación de área y las tecnologías antifurtivas, se pensó que un avión de alta velocidad podría penetrar el espacio aéreo protegido y observar o atacar un objetivo antes de que los enemigos pudieran detectarlo o interceptarlo. La dependencia de una velocidad extremadamente alta para penetrar el espacio aéreo enemigo, se considera una desviación conceptual significativa de hacer énfasis en el sigilo dentro de los programas de aviones de combate de quinta generación y los desarrollos proyectados de drones, donde la hipervelocidad no se se baraja en dichos programas.
Informes no confirmados sobre el SR-72 se remontan a 2007, cuando varias fuentes revelaron que Lockheed Martin estaba desarrollando un avión capaz de volar superando seis veces la velocidad del sonido para la Fuerza Aérea de los Estados Unidos. El trabajo de desarrollo de Lockheed Martin Skunk Works sobre el SR-72 fue publicado por primera vez por la revista Aviation Week & Space Technology el 1 de noviembre de 2013.
Para alcanzar las velocidades previstas, Lockheed Martin colabora con Aerojet Rocketdyne desde 2006, en un motor adecuado para tal cometido. La compañía ha estado desarrollando el sistema a partir del HTV-3X propulsado por scramjets, que fue cancelado en 2008. El SR-72 está concebido con un sistema de propulsión hipersónico que comprime el aire entrante durante el vuelo, teniendo así la capacidad de funcionar acelerando hasta alcanzar Mach 6, lo que lo hace aproximadamente el doble de rápido que el SR-71. El desafío en el desarrollo es fundamentalmente diseñar un motor que abarque las distintas modalidades de vuelo en velocidades subsónicas, supersónicas e hipersónicas. Utilizando la compresión de la turbina, los motores turborreactores pueden funcionar a velocidad cero y normalmente funcionan correctamente hasta Mach 2,2. Los estatorreactores que utilizan compresión aerodinámica con combustión subsónica, funcionan mal por debajo de Mach 0,5 y son más eficientes alrededor de Mach 3, pudiendo llegar hasta alrededor de Mach 6. Los motores especialmente diseñados del SR-71 se convirtieron en estatorreactores de baja velocidad redirigiendo el flujo de aire alrededor del núcleo y hacia el postquemador para velocidades superiores a Mach 2,5. Por último, los scramjets con combustión supersónica cubren el rango de altas velocidades supersónicas a hipersónicas. El SR-72 utilizará un sistema de ciclo combinado basado en turbinas (TBCC) para utilizar un motor de turbina a bajas velocidades y un motor scramjet a altas velocidades. Los motores de turbina y estatorreactor comparten una entrada y una boquilla comunes, pero con rutas de flujo de aire separadas.
A velocidades de Mach 5 y superiores, el calentamiento aerodinámico crea temperaturas lo suficientemente altas como para fundir estructuras metálicas convencionales, por lo que los ingenieros considerando compuestos como mezclas de carbono, cerámica y metales de alto rendimiento para la fabricación de componentes críticos. Estos compuestos se han utilizado en misiles balísticos intercontinentales y en el retirado transbordador espacial de la NASA.
En noviembre de 2013, se planeó comenzar en 2018 la construcción de un prototipo con opción a ser pilotado localmente. El modelo debía ser alrededor de 18,3 metros de largo, aproximadamente del tamaño de un F-22 Raptor, y propulsado por un motor capaz de volar durante varios minutos a Mach 6. Se planeó que las pruebas de vuelo del SR-72 siguieran la línea de tiempo del Boeing X-51.
Finalmente, el SR-72 será similar en tamaño al SR-71 con más de 30,5 de largo y del mismo alcance, con entrada en servicio estimada en 2030. El SR-72 sigue la hoja de ruta hipersónica de la Fuerza Aérea de EE. UU. para desarrollar un vehículo de ataque hipersónico para la década de 2020 y un avión ISTAR para 2030. En el momento de la presentación del concepto, Lockheed Martin había entablado conversaciones con funcionarios del gobierno, pero no había conseguido financiación para el demostrador o el motor.
El 13 de noviembre de 2013, el Jefe de Estado Mayor de la Fuerza Aérea, general Mark Welsh, reveló que el servicio estaba interesado en las capacidades hipersónicas del SR-72, pero no se había reunido con Lockheed Martin para tratar el tema. Su alta velocidad sería útil para reducir el tiempo que un adversario tendría para reaccionar ante una operación, es por ello que están invirtiendo en tecnología hipersónica en los últimos años, pero aún no tienen la capacidad material para construir un avión de tamaño real como el SR-72 sin tripulación. A mediados de la década de 2020, se cree que países extranjeros produzcan y exporten tecnologías aéreas avanzadas que podrían suponer un cambio en la balanza militar de Estados Unidos y su influencia en el mundo. Esto impulsa a la Fuerza Aérea a seguir desarrollando nuevos sistemas, incluidos los hipersónicos, para reemplazar los sistemas que van quedándose a la zaga de los últimos avances tecnológicos en el ámbito militar.
En 2013, se informó que el SR-72 puede enfrentar desafíos importantes para ser aceptado por la Fuerza Aérea, ya que están optando por invertir preferiblemente en el furtivo Northrop Grumman RQ-180 para desempeñar la tarea de realizar misiones ISTAR en espacio aéreo en disputa. En comparación con el SR-72, el RQ-180 es menos complejo de diseñar y fabricar, es menos propenso a tener problemas en su adquisición y podría haber entrado en servicio ya desde 2015.

### 2017 al presente
En junio de 2017, Lockheed Martin anunció que el SR-72 estaría en desarrollo a principios de la década de 2020, con una velocidad máxima superior a Mach 6. El vicepresidente ejecutivo Rob Weiss comentó "hemos estado diciendo que faltan dos años para la hipervelocidad sónica durante los últimos 20 años, pero todo lo que puedo decir es que la tecnología está madura y nosotros, junto con DARPA y demás instituciones, estamos trabajando duro para poner esa capacidad en manos de nuestros combatientes lo antes posible".
En febrero de 2018, Orlando Carvalho, vicepresidente ejecutivo de aeronáutica de Lockheed Martin, cargó contra los informes iniciales sobre el desarrollo del SR-72 afirmando que aún no se había producido ningún SR-72. También aclaró que la investigación hipersónica está impulsando el desarrollo de sistemas de armas y que "con el tiempo, a medida que esa tecnología madure, podría en última instancia permitir el desarrollo de un vehículo reutilizable".
En noviembre de 2018, Lockheed Martin declaró que se mantenía la previsión de que un prototipo del SR-72 volara en 2025, además de que revelaba que el avión sería capaz de disparar misiles hipersónicos. El SR-72 podría entrar en servicio en la década de 2030.